# Рзаєв Руслан Алігульович
Руслан Алігульович Рзаєв (рос. Руслан Алигулиевич Рзаев / азерб. Ruslan Əliqulu oğlu Rzayev; нар. 24 січня 1998, Батайськ, Ростовська область, Росія) — російський футболіст, півзахисник та нападник.

## Життєпис
Футболом розпочав займатися в «Краснодарі». У ПФЛ Росії дебютував за «Краснодар-2» 29 липня 2016 року в поєдинку проти «Сочі». У ФНЛ Росії дебютував за «Краснодар-2» 4 серпня 2018 року в поєдинку проти «Тюмені».
11 червня 2019 року перейшов в оренду до «Армавіра».